# 菩提寺北
菩提寺北（ぼたいじきた）は、滋賀県湖南市にある地名。現行行政地名は菩提寺北一丁目から菩提寺北六丁目。

## 地理
湖南市の北西部に位置し、周囲に菩提寺が囲まれている。

## 歴史
- 2010年（平成22年）11月1日 - 菩提寺の一部を分離し、菩提寺北一丁目から菩提寺北六丁目を設置[1]。

## 世帯数と人口
2020年（令和2年）10月1日現在（国勢調査）の世帯数と人口（国勢調査調べ）は以下の通りである。
| 丁目           | 世帯数  | 人口    |
| -------------- | ------- | ------- |
| 菩提寺北一丁目 | 117世帯 | 298人   |
| 菩提寺北二丁目 | 222世帯 | 576人   |
| 菩提寺北三丁目 | 135世帯 | 332人   |
| 菩提寺北四丁目 | 139世帯 | 372人   |
| 菩提寺北五丁目 | 56世帯  | 140人   |
| 菩提寺北六丁目 | 68世帯  | 170人   |
| 計             | 737世帯 | 1,888人 |

### 人口の変遷
国勢調査による人口の推移。
| 2015年（平成27年） | 1,943人 | [ 6 ] |  |
| 2020年（令和2年）  | 1,888人 | [ 3 ] |  |

### 世帯数の変遷
国勢調査による世帯数の推移。
| 2015年（平成27年） | 703世帯 | [ 6 ] |  |
| 2020年（令和2年）  | 737世帯 | [ 3 ] |  |

## 学区
市立小・中学校に通う場合、学区は以下の通りとなる。
| 丁目           | 小学校                                      | 中学校               |
| -------------- | ------------------------------------------- | -------------------- |
| 菩提寺北一丁目 | 湖南市立菩提寺北小学校                      | 湖南市立甲西北中学校 |
| 菩提寺北二丁目 | 湖南市立菩提寺北小学校                      | 湖南市立甲西北中学校 |
| 菩提寺北三丁目 | 湖南市立菩提寺北小学校 湖南市立菩提寺小学校 | 湖南市立甲西北中学校 |
| 菩提寺北四丁目 | 湖南市立菩提寺北小学校 湖南市立菩提寺小学校 | 湖南市立甲西北中学校 |
| 菩提寺北五丁目 | 湖南市立菩提寺北小学校                      | 湖南市立甲西北中学校 |
| 菩提寺北六丁目 | 湖南市立菩提寺北小学校                      | 湖南市立甲西北中学校 |

## 交通
- 滋賀県道22号竜王石部線

## その他

### 日本郵便
- 郵便番号 : 520-3246[4]（集配局：甲西郵便局[8]）。